# Арабская зима
Арабская зима (англ. Arab Winter) — сменившая Арабскую весну эпоха в странах Северной Африки и Ближнего Востока, которая характеризуется девестернизацией, ростом нестабильности, религиозного экстремизма, авторитаризма, сепаратизма, локальных вооруженных конфликтов и увеличением числа беженцев из региона.

## История термина
Термин появился еще в феврале 2011 года как вариант названия оформившегося протестного движения в середине зимы 2010/11 годов, но закрепился лишь в июне того же года (хотя в другом значении его употребила госсекретарь США Хиллари Клинтон еще в апреле 2011 года), однако широкое распространение он получил лишь в 2013 году.

## Причины
Некоторые эксперты полагают, что «арабская зима» как состояние общей дестабилизации Ближнего Востока была вызвана американской интервенцией в Ирак в 2003 году.

## География
Термин «арабская зима» охватывает вспышки насилия в Сирии, Ливии (с 2014), Ираке (с 2014) и Йемене (с 2014), военный переворот в Египте (2013), провозглашение халифата ИГИЛ (2014) и миграционный кризис в Европе (2015).

## Характеристика
Как следствие политической нестабильности в странах Арабской зимы наблюдается: 
- замедление экономического развития. Если до 2010 года прирост ВВП Египта составлял 5–7%, то к 2014 году он снизился до 2,2%[6];
- крах туриндустрии[7];
- отток капиталов[8];
- рост безработицы. В 2010 году безработица в Египте составляла 8%, а в 2012 году – 12%[9].